# When You Wish Upon a Star
"When You Wish Upon a Star" là ca khúc do Leigh Harline soạn nhạc và Ned Washington viết lời cho bộ phim hoạt hình kinh điển Pinocchio của Walt Disney - được xây dựng dựa trên tiểu thuyết cổ tích cùng tên của Carlo Collodi. Phiên bản gốc của ca khúc do Cliff Edwards (vai Jiminy Cricket) thể hiện, được phát trong phần mở đầu và cảnh cuối cùng của bộ phim. Bản thu âm của Cliff Edwards và Chorus được Victor Records phát hành dưới số danh mục 261546 và 26477A (Mỹ) và bởi EMI với số danh mục là BD 821.
Edwards đã thu âm một phiên bản khác vào năm 1940 cho "bản cover" của American Decca Records, do Victor Young thực hiện. Nó được phát hành lần đầu tiên trên bộ album 4 đĩa 78 RPM, và nhiều năm sau đó dưới dạng đĩa LP. Một bản thu âm với Christian Rub (giọng của Mister Geppetto), Cliff Edwards và Chorus được Victor Records phát hành với số danh mục 26479B (Mỹ) và bởi EMI trên nhãn His Master Voice với số danh mục là BD 823. Bản thu âm này đã giành được Giải Oscar cho ca khúc gốc trong phim xuất sắc nhất năm 1940. Đây cũng là bài hát đầu tiên của Disney đoạt giải Oscar.
"When You Wish Upon a Star" thường được xem là ca khúc đặc trưng của Công ty Walt Disney - và được kèm theo trong logo sản xuất ở phần đầu của nhiều bộ phim Disney.

## Quá trình phát triển
Harline và Washington gửi bản thảo "When You Wish Upon a Star" cho đoàn làm phim Pinocchio vào đầu mùa thu năm 1938 - họ nhận thấy ngay đây là một ca khúc nổi bật nên được dành một phần đặc biệt trong phim. Disney quyết định rằng ca khúc sẽ được phát ở phần mở đầu và sử dụng làm nhạc nền xuyên suốt bộ phim.
Tháng 10 năm đó, Edwards thử nghiệm thu âm bài hát - khi đó, ông được chọn vào vai Jiminy Cricket, một nhân vật phụ không đóng nhiều vai trò trong câu chuyện. Khi các nhà sản xuất quyết định đưa Jiminy trở thành người dẫn chuyện, họ quyết định sử dụng bản ghi âm của Edwards làm nhạc nền chính.

## Ảnh hưởng & Di sản
Thư viện Quốc hội Mỹ đánh giá bản thu âm ca khúc của Edwards là "giàu ý nghĩa về mặt văn hóa, lịch sử, thẩm mỹ", và quyết định đưa nó vào Cơ quan đăng ký ghi âm quốc gia năm 2009. Viện phim Mỹ xếp "When You Wish Upon a Star" ở vị trí thứ bảy trong Danh sách 100 ca khúc trong phim hay nhất; ca khúc được xếp hạng cao nhất trong số 4 bài hát phim hoạt hình của Disney có mặt trong danh sách.
"When You Wish Upon a Star" lọt top 5 trong Hướng dẫn mua đĩa của Billboard. Có nhiều phiên bản nổi tiếng khác nhau của bài hát - bao gồm của Glenn Miller với giọng hát của Ray Eberle (quán quân trong 5 tuần), Guy Lombardo (giọng hát của Carmen Lombardo), Horace Heidt và Cliff Edwards. Kể từ đó, nhiều nghệ sĩ đã thể hiện ca khúc này. Gần đây, Beyoncé đã hát lại bài hát trong chương trình The Disney Family Singalong. Brian Wilson đã nói rằng giai điệu của bài "Surfer Girl" được lấy ý tưởng dựa trên phiên bản "When You Wish Upon a Star" của Dion và Belmonts.
Tai Nhật Bản, Thụy Điển, Phần Lan, Na Uy, và Đan Mạch, bài hát đã trở thành một ca khúc Giáng sinh - thường đề cập đến Ngôi sao Bethlehem. Phiên bản tiếng Thụy Điển có tên "Ser du stjärnan i det blå" ('Do you see the star in the blue'), tựa tiếng Đan Mạch là "Når du ser et stjerneskud" ('When you see a shooting star'). Ở Đan Mạch, Thụy Điển, Phần Lan và Na Uy, bài hát được phát trên truyền hình vào mỗi đêm Giáng sinh trong chương trình biểu diễn Giáng sinh kéo dài một giờ của Disney From All of Us to All of You - việc cả gia đình tụ tập để xem chuơng trình đã trở thành một truyền thống của người Scandinavia.
Ca khúc được cover bởi Kiss bassist Gene Simmons trong album solo năm 1978 cùng tên của anh.
Trong khoảng thời gian Giáng sinh năm 2011, các thí sinh lọt vào vòng chung kết The X Factor (Anh) năm đó đã thể hiện "When You Wish Upon A Star" cho chiến dịch quảng cáo Giáng sinh của cửa hàng bách hóa Marks & Spencer.

### Biểu tượng Disney
"When You Wish Upon a Star", cùng với chuột Mickey, đã trở thành một biểu tượng của Công ty Walt Disney. Trong thập niên 1950 và 1960, Disney đã sử dụng ca khúc trong phần mở đầu của tất cả các phiên bản phim truyền hình hợp tuyển Disney. Bài hát cũng đã được sử dụng để đi kèm với các biểu trưng của Walt Disney Pictures - kể từ những năm 1980.
Tháng 12 năm 2008, đài BBC Radio 2 đã tập hợp một số nghệ sĩ biểu diễn cho buổi hòa nhạc Kỷ niệm Âm nhạc của Disney. Ca khúc đã được biểu diễn bởi Josh Groban.

### Ảnh hưởng đến dòng nhạc jazz
Ca khúc đã trở thành một chuẩn mực của dòng nhạc jazz.

## Bị nhại lại bởiFamily Guy
Chủ sở hữu bản quyền của ca khúc, Bourne Co. Music Publishers từng kiện Twentieth Century Fox Film Corp., Fox Broadcasting Company, Fuzzy Door Productions, Cartoon Network, Walter Murphy và Seth MacFarlane để ngăn chặn việc phân phối một tập phim Family Guy năm 2003 có tựa đề "When You Wish Upon a Weinstein" - được cho là đã nhại lại bài hát. Một thẩm phán liên bang đã ra phán quyết chống lại Bourne Co, tuyên bố rằng một bản nhại lại của bài hát không cấu thành hành vi vi phạm bản quyền.

## Chứng nhận & Giải thưởng
| Quốc gia                                                    | Chứng nhận | Số đơn vị/doanh số chứng nhận |
| ----------------------------------------------------------- | ---------- | ----------------------------- |
| Hoa Kỳ (RIAA)                                               | Gold       | 500.000‡                      |
| ‡ Chứng nhận dựa theo doanh số tiêu thụ và phát trực tuyến. |            |                               |